# Aladár Scherffel
Aladár Scherffel (ur. 19 stycznia 1865 w Nowej Wsi Spiskiej, zm. 1 czerwca 1939 w Tihany) – węgierski botanik i mykolog.

## Życiorys
Urodził się w monarchii austro-węgierskiej we wsi Igló (obecnie jest to Nowa Wieś Spiska na Słowacji). Studiował na uniwersytecie w Budapeszcie, Uniwersytecie w Grazu i Uniwersytecie w Innsbrucku. W 1922 r. rozpoczął pracę naukową i dydaktyczną na Uniwersytecie Segedyńskim. W 1932 r. otrzymał tytuł profesora nadzwyczajnego tytularnego. Od 1928 r. aż do śmierci pracował w Tihany Biological Institute, gdzie był również bibliotekarzem.

## Praca naukowa
W pracy naukowej skupiał się na badaniu mikroorganizmów, głównie glonów i grzybów. Dużo jego prac związanych było z Tatrami. Na początku XX w. odegrał ważną rolę w badaniu tatrzańskich glonów, m.in. glonów naśnieżnych powodujących kolorowe zabarwienia płatów śniegu. Jego badania nad tymi glonami stanowią pośrednie stadium między pionierskimi badaniami Józefa Rostafińskiego w 1880, a badaniami Istvána Győrffyego i Erzsébet Kol w okresie międzywojennym.
Opisał nowe taksony roślin i grzybów. W ich naukowych nazwach dodawany jest skrót jego nazwiska Scherff.

## Wybrane publikacje
- Scherffel, A. (1925), Endophytische Phycomyceten-Parasiten der Bacillariaceen und einige neue Monadinen, Archiv für Protistenkunde 52: 1-141, tab. 1-5,
- Scherffel, A. (1925), Beiträge zur Kenntnis der Chytridineen, I. Teil: Zur Sexualität der Chytridineen. Archiv für Protistenkunde 53: 1-58,
- Scherffel, A. (1926), Einiges über neue oder ungenügend bekannte Chytridineen, Der “Beiträge zur Kenntnis der Chytridineen” Teil II). Archiv für Protistenkunde 54: 167-260, tabs 9-11,
- Scherffel, A. (1926), Beiträge zur Kenntnis der Chytridineen, Teil III. Einiges über neue oder ungenügend bekannte Chytridineen. Archiv für Protistenkunde 54: 510-528, tab. 28,
- Scherffel, A. (1914), Kryptogamische Miszellen, Botanikai Közlemények 13: 12-17, (8)-(9),
- Scherffel, A. (1897), Phaeomarasmius, ein neues Agaricineengenus, Hedwigia 36: 288-290,
- Scherffel, A. (1914), Arcyria insignis Kalchbr. et Cooke in Ungarn, Magyar Bot. Lapok 13: 194-197[4],
- Scherffel, A. (1904), Chionaster nivalis (Bohlin) Wille im Schnee der Hohen-Tátra ("Magyar Bot. Lapok" 3, nr 12,
- Scherffel, A. (1908), Raphidonema brevirostre nov. sp., zugleich ein Beitrag zur Schneeflora der Hohen Tatra ("Bericht d. Dtsch. Bot. Ges." 26,
- Scherffel, A. (1914), Algologische Fragmente zur Flora der Hohen-Tátra ("Magyar Bot. Lapok" 13[2].